# WHPVA
De World Human Powered Vehicle Association (afkorting WHPVA) is een internationale organisatie die het gebruik en de ontwikkeling van op menskracht aangedreven voertuigen stimuleert.
De organisatie is in 1976 in de VS opgericht als International Human Powered Vehicle Association (IHPVA). De Amerikaanse ligfietsorganisatie HPVA verliet na een conflict in 2004 de organisatie, en in 2008 besloot deze zich te hernoemen tot IHPVA, waardoor er dus twee organisaties met dezelfde naam waren. Door een vijandige overname kreeg de Amerikaanse IHPVA de domeinnaam ihpva.org in handen. In 2009 probeerde de IHPVA tevergeefs haar domein terug te krijgen door een beroep op de ICANN ombudsman. Het IHPVA-bestuur wilde zich de moeizame gang naar de internationale rechtspraak besparen, en doopte de organisatie om tot World Human Powered Vehicle Association (WHPVA). Bij de (Amerikaanse) IHPVA zijn de VS, Canada (en Mexico) aangesloten, bij de WHPVA de rest van de HPV-organisaties in de wereld.
In Nederland is de Nederlandse Vereniging voor Human Powered Vehicles (NVHPV) erbij aangesloten, in België is dit HPV Belgium.